# Halo 2
Halo 2 — відеогра жанру шутера від першої особи, розроблена компанією Bungie Studios, Microsoft Game Studios та видана компанією Microsoft на Xbox 9 листопада 2004 року. Через 3 роки, 31 травня 2007 року гра вийшла на Windows Vista. Перевидання Halo 2 з удосконаленою графікою та додатковими відео вийшло в 2014 році для Xbox One, а в 2020 році увійшло до збірки Halo: The Master Chief Collection для Windows. 
Це друга гра із серії Halo та сиквел до Halo: Combat Evolved. Відразу ж після релізу Halo 2 стала найпопулярнішою грою в Xbox Live і утримувала це місце до релізу Gears of War для Xbox 360, випущеної двома роками пізніше. До 20 червня 2006 року було зіграно понад 500 мільйонів ігор в Halo 2 і витрачено понад 710 мільйонів годин гри в Xbox Live; до 9 травня 2007 року число нових гравців збільшилася на понад 5 мільйонів. У листопаді 2008 року Halo 2 було визнано найпродаванішою грою для приставок шостого покоління. Продажі склали 8.46 мільйона копій по всьому світу, з них щонайменше 6.3 мільйона копій в США. Критики прийняли гру в основному позитивно з широким публічним схваленням сильної багатокористувацької складової, в той же час, кампанія виявилася в центрі критики за її обірване закінчення.
Сюжет продовжує історію Майстра Чіфа у боротьбі людства проти релігійно-політичного союзу іншопланетян під назвою Ковенант. В Halo 2 з'явився другий грабельний персонаж — еліт Тел 'Вадам (Арбітр), назначений спокутати свої провини, борючись з ворогами Ковенанту. Земля опиняється під загрозою завоювання, тоді як Потоп, що однаково загрожує як людям так і Ковенанту, виявляється живим та не менш могутнім, ніж раніше.

## Ігровий процес

Майстер Чіф, озброєний трофейним мечем, на космічній станції Ковенанту

### Основи
Як і попередня гра серії, Halo 2 є сюжетним шутером від першої особи. Гра має інакший підхід до відображення інфомарції про персонажа. В оригінальній Halo були роздільні індикатори здоров'я і енергетичного щита. У Halo 2 індикатор здоров'я більше не видно, натомість щити персонажа відновлюються швидше, якщо він не зазнає ушкодження. При цьому, на відміну від Halo: Combat Evolved, здоров'я починає регенерувати тільки після повного відновлення щита. В грі це пояснюється новим типом обладунків персонажа. Оскільки грабельних персонажів двоє (Майстер Чіф та Арбітр), вони мають кожен свої особливості. Так, Майстер Чіф може користуватися ліхтариком, а Арбітр володіє активним камуфляжем, що діє кілька секунд, приховуючи персонажа від ворогів. У Halo 2 було запроваджено значки, що сигналізують на екрані про нестачу боєприпасів і потребу перезарядити зброю.
Певні види зброї можуть бути взяті в обидві руки, при цьому точність знижується і зникає можливість використання гранат і рукопашних атак. Гравець може мати два види зброї одночасно (три, якщо дві штуки взяти в обидві руки), кожна зброя має свої переваги і недоліки в різних бойових ситуаціях. Наприклад, більшість видів зброї Ковенанту ефективні проти цілей, захищених енергетичними щитами, і не використовуютьмагазинного постачання, а містять батарею, тому можуть стріляти без перерви довше. Водночас після вичерпання батареї доведеться шукати іншу зброю, а при тривалій стрілянині вона перегрівається. Людська зброя менш ефективна проти щитів і вимагає перезарядки, але не перегрівається при тривалому вогні. Боєць може переносити максимум вісім гранат: 4 людські та 4 ворожі. Нова можливість транспорту, представлена в Halo 2 — це здатність зачіплятися боком за ворожу машину, щоб пригальмувати її і протагоніст або напарник вліз у машину і силоміць викинув звідти водія.

### Зброя
Порівняно з попередньою грою, тут додано кілька нових видів зброї, а також змінено колишні моделі.
ККОН:
- Пістолет M6C (англ. M6C Pistol) — ефективний проти піхоти, стріляє розривними кулями в напів-самонавідному режимі. На відміну від першої гри, де представлена модель D, модель C не має оптичного прицілу. Можна взяти по пістолету в кожну руку. В магазині містить 12 набоїв.
- Гвинтівка BR55 (англ. BR55 Rifle) — ефективна проти піхоти, маючи високу точність та стріляючи чергами по 3 постріли. Обладнана двократним прицілом. У магазині 36 набоїв.
- Автомат M7 (англ. M7/Caseless Sub Machine Gun (SMG)) — неточна, проте забійна зблизька зброя, яку можна тримати в обох руках. В магазині містить 60 набоїв.
- Дробовик M90 (англ. M90 Shotgun) — зброя для близьких відстаней, особливо ефективна проти скупчень піхотинців, вражаючи їх у широкому діапазоні. Кількість набоїв в магазині — 12.
- Снайперська гвинтівка S2 AM (англ. S2 AM Sniper Rifle) — стріляє бронебійними реактивними снарядами на відстань до 500 метрів. У магазині всього 4 набої. Гвинтівка має оптичний приціл (зі збільшенням 2x і 8x). Кулі здатні вражати кілька цілей уздовж своєї траєкторії.
- Переносна ракетниця M19 SSM (англ. M19 SSM Rocket Launcher) — двозарядна установка, що стріляє потужними протитанковими ракетами. Має оптичний приціл (2x). Має режим керованого вогню.

Ковенант:
- Плазмовий пістолет (англ. Plasma Pistol) — стріляє одиночними плазмовими зарядами, ефективними проти піхоти, і може бути взятий в обидві руки. Також можна накопичити заряд, зробивши його набагато потужнішим і наділивши властивістю самонаведення. Повного заряду вистачає на 500 пострілів. Люди не вміють перезаряджати батарею плазмової зброї, тому доводиться брати нову після вичерпання батареї.
- Плазмова рушниця (англ. Plasma Rifle) — скорострільна зброя, що має автоматичний та напів-автоматичний режими стрільби. Стріляє чергою плазмових зарядів, заряд — 200 пострілів. При довгій черзі перегрівається. Може бути взята в обидві руки.
- Голкомет (англ. Needler) — стріляє тонкими кристалами, які автоматично наводяться на органічні цілі. Ці голки пронизують ціль і вибухають, незалежно від кута стрільби, але відбиваються від силових щитів та навколишніх твердих предметів. У магазині 30 снарядів, максимальний запас 90. Може бути взятий в обидві руки.
- Ковенантський карабін (англ. Covenant Carbine) — вирізняється далекобійністю, точністю та силою ураження, але повільним темпом стрільби. Містить в магазині 36 зарядів.
- Променева гармата (англ. Particle Beam Rifle) — переносний прискорювач частинок, здатний вражати цілі на дальніх відстанях. Обладнана прицілом зі збільшення 5x та 10x і має 18 зарядів у магазині.
- Гранатомет брутів (англ. Brute Shot) — ручний автоматичний гранатомет, гранати якого здатні відскакувати від поверхонь. У магазині 4 заряди.
- Паливна гармата (англ. Fuel Rod Gun) — ефективна як проти піхоти, так і техніки. Стріляє паливними стрижнем, який вибухає від зіткнення. У магазині 5 зарядів. Має оптичний приціл.
- Енергетичний меч Ковенанту (англ. Covenant Energy Sword) — зброя для ближнього бою. На відміну від першої гри використовується усіма елітами як зброя самозахисту. Може вбити пересічного ворога одним ударом (елітних піхотинців двома). Має обмежений заряд, швидкість вичерпання якого залежить від типу уражуваного об'єкта[1].

Додатково, зі знищених дронів Стражів або в єретиків Ковенанту можна взяти Промінь Стражів (англ. Sentinel Beam). Ця зброя випускає тепловий промінь, дуже ефективний проти щитів та самих Стражів. Але ця зброя водночас швидко перегрівається та має низьку точність. 

### Мультиплеєр
На відміну від попередниці, оригінальна Halo 2 дозволяє гравцям змагатися одним з одними за допомогою Xbox Live, на додаток до можливості грати удвох за одним комп'ютером і по мережі. При грі удвох можливий варіант з розділеним екраном (двоє гравців за однією консоллю). Багатокористувацька гра підтримує до 16-и гравців одночасно, для неї існують 12 карт. Додатково продавалися ще кілька наборів додаткових карт. В грі доступні кілька режимів, а саме:
- Поборник (англ. Slayer) — гравцеві слід вбити якомога більше противників, випередивши у цьому інших.
- Захоплення прапора (англ. Capture the Flag) — гравці діляться на дві команди, які повинні захопити прапор і принести його на свою базу.
- Штурм (англ. Assault)  — дві команди змагаються, намагаючись закинути бомбу на ворожу базу і оберігаючи власну.
- Цар гори (англ. King of the Hill) — виграє той, хто найдовше протримається на горі, а інші гравці відповідно намагаються зайняти його місце.
- Дивацький м'яч (англ. Oddboll) — слід знайти на карті м'яч і володіти ним якомога довше.
- Джаггернаут (англ. Juggernaut) — виграє той, хто знищить всіх противників.
- Території (англ. Territories) — гравці змагаються в захопленні та утриманні кількох територій.

В багатокористувацьких сутичках існують позначки для різних дій гравців, що повідомляють інформацію союзникам, позначають команди або сигналізують про небезпеку, як «стріляю», «ворог захопив прапор», «штурмувати». Гравець має можливість запросити до гри друзів чи створити клан до 100 учасників, що змагатиметься з іншими кланами.

## Сюжет
У столиці Ковенанту, на плането́їді Верховне Милосердя (англ. High Charity), командир флоту Тел'Вадам (англ. Thel 'Vadamee) постає перед Верховною Радою (англ. High Council) Ковенанту. Його судять за втрату флоту і священного Гало (знищених Майстром Чіфом у попередній грі). Ієрархи — Пророки Істини, Милості та Розкаяння покладають всю вину на нього. Тел'Вадама публічно позбавляють звання та позначають Знаком ганьби.
Тим часом Майстер Чіф повернувся на Землю і перебуває на орбітальній оборонній платформі «Каїр» (англ. Cairo Station). Він отримує нові обладунки «Мьйольнір Mark VI» та приставляється сержант-майором Ейвері Джонсоном (англ. Avery Johnson) до нагороди. Героїзм Чіфа надихає бійців та дає надію на перемогу у війні. Однак скоро Кортана повідомляє про наближення до Землі флоту Ковенанту. Ворожий флот стикається з орбітальними платформами і посилає диверсантів закласти в них бомби. Майстрові Чіфу доручають знайти бомбу на «Каїрі». Він виявляє бомбу, проте знешкодити її бракує часу. Тоді Чіф скидає бомбу на один з кораблів Ковенанту. Вибух знищує кілька суден, а самого Чіфа підбирає корабель ККОН «Зодягнений в бурштин» (англ. In Amber Clad).
Пророк Розкаяння очолює атаку на місто Нова Момбаса, яке Майстер Чіф з іншими бійцями ККОН береться обороняти. Бійці прямують крізь підземні тунелі до флагмана Пророка, та знищують крокуючу машину «Скарабея». Зустрівши опір, Пророк Розкаяння змушений тікати. Йому доводиться здійснити перехід у гіперпростір над поверхнею планети, що руйнує Нову Момбасу та космічний ліфт. Міранда Кіз, командирка флоту ККОН, підбирає з вулиць Чіфа та переслідує Пророка на «Зодягненому в бурштин».
Тел'Вадам же постає безпосередньо перед Пророками. Вони дають йому звання Арбітра і покладають на нього особливе завдання, що імовірно стане для нього смертельним, щоб Тел'Вадам спокутав свої гріхи. Тел'Вадам повинен знайти лідера єретиків Сеса'Рефумі, котрий захопив газову шахту на планеті Порі́г (англ. Threshold) і ставить під сумнів вчення Пророків про священність Гало. Арбітр з невеликим загоном вирушає на пошуки єретика, стикаючись на його станції з сектантами та Потопом. Виявляється, що Сеса'Рефумі досліджував уламки Гало і виявив серед них вцілілого ШІ Предтеч Винувату Іскру разом зі зразками Потопу. Почувши від Винуватої Іскри, що Гало насправді зброя, Сеса'Рефумі намагається схилити Арбітра на свій бік, але той не піддається. Поборовши єретика, Тел'Вадам бажає дізнатися більше, але прибуває воєначальник брутів Тартарус і застерігає його від спілкування з Винуватою Іскрою.
Пророк Розкаяння виходить з гіперпростору біля ще одного Гало, Установки 05. Міранда Кіз сплановує вбити Пророка, щоб дезорієнтувати Ковенант. Майстер Чіф із загоном десантників висаджується на поверхню Гало, щоб не дати Ковенанту його активувати. Вони дістаються крізь руїни до підводного комплексу, звідки потрапляють у фортецю Пророка Розкаяння. Майстер Чіф убиває його, але слідом до Установки 05 прилітає Верховне Милосердя з величезних флотом. Решта двоє Пророків постановляють атакувати фортецю. Чіф стрибає у воду, де його схоплює щупальце та затягує вглиб озера. Виявляється, в глибинах Гало знаходиться Могильний розум — давня мисляча форма Потопу.
Пророк Істини винить елітів у тому, що вони не вберегли Пророка Розкаяння, а тому більше не гідні довіри. Пророки дізнаються від Винуватої Іскри, що активувати Гало можна тільки пристроєм під назвою Індекс. Тож вони посилають Тел'Вадама знайти цей пристрій для здійснення, як вони думають, вознесіння до рівня богів за допомогою Гало. Тел'Вадам, борючись із численними формами Потопу і пробудженими дронами Предтеч, добуває Індекс. Він передає його Тартарусу, але той повідомляє, що еліти розчарували Пророків і тепер їхнє місце в Ковенанті займуть брути. Тартарус скидає Тел'Вадама в шахту, а його бійці починають геноцид елітів.
Тел'Вадама схоплює в польоті Могильний розум і той опиняється біля Майстра Чіфа. Могильний розум демонструє і захопленого ним, реанімованого та злитого із власним тілом, Пророка Розкаяння разом з ШІ Установки 05 під назвою 2401 Покаяна Дотична (англ. 2401 Penitent Tangent). В їхній розмові підтверджується, що Гало — це зброя проти Потопу, яка заразом знищить і все інше життя в галактиці, а не дасть вознесіння. Могильний розум наказує Чіфу з Тел'Вадамом знайти Індекс активації та не допустити ввімкнення Гало. Після цього він телепортує обох в різні місця.
Майстер Чіф переноситься просто в палати Пророка Істини. Потоп же захоплює «Зодягнений в бурштин» і таранить його у Верховне Милосердя, так заражаючи столицю Ковенанту. На пророка Милості нападає інфікуюча форма Потопу. Тоді Пророк Істини покидає його напризволяще, щоб самому отримати вознесіння. Чіф рятує Пророка і той повідомляє, що Пророк Істини вирушив до Землі аби завершити свій задум. Щоб зупинити Пророка, Чіф пробивається до корабля Предтеч, схованого в глибинах планетоїда, запускає його і спрямовує до Землі. Кортана ж лишається на Верховному Милосерді.
Тел'Вадам тим часом опиняється недалеко від контрольної зали Гало, де знаходить численних вбитих елітів. Йому вдається розшукати кількох вцілілих і дістатися до Ейвері Джонсона. Люди та еліти, розчаровані в Пророках, укладають тимчасовий союз. Вони добираються до контрольної зали, в якій Тартарус готується застосувати Індекс активації. Навіть отримавши підтвердження від Винуватої Іскри щодо справжнього призначення Гало, Тартарус сліпо вірить в обіцянку Пророків. Гало починає накопичувати заряд для знищення Потопу. Після битви з Ковенантом Міранда встигає забрати Індекс активації і накопичений Гало згусток енергії розсіюється. Винувата Іскра активовує протокол безпеки, відкриваючи присутнім, що по галактиці існує ще кілька Гало, які тепер можна буде активувати лише з місця, де вони були створені — з Ковчега.
За якийсь час Майстер Чіф на кораблі Предтеч долітає до Землі, де точиться війна з армією Пророка Істини. Верховне Милосердя до цього часу цілком заражене Потопом. Могильний розум говорить Кортані, що вона мусить відповісти на кілька його питань. Кортана зухвало відповідає на це: «Гаразд, починай».

## Розробка
Для Halo не планувалося продовження, проте хороші продажі (5 млн копій за 3 роки) зумовили розробку другої частини. Для неї було використано ідеї, не реалізовані в Halo. Спершу в Bungie Studios взялися за розробку багатокристувацького режиму, оскільки в Halo він виявився популярнішим, ніж очікувалося. Кінематографічний трейлер Halo 2 випустили ще у вересні 2002 року, коли концепція нової гри не була готова. Тільки на E3 2003 показали особливості продовження, з-поміж них носіння зброї в обох руках і викидання ворогів із техніки. Короткий демонстраційний ролик показав як Майстер Чіф повернувся на Землю, летячи в окуповане Ковенантом футуристичне місто Нова Момбаса. Однак, ролик створювався на ігровому рушієві, що виявився непридатним для випуску гри на Xbox. Досягнути такої якості картинки й відкритих просторів на консолі було неможливо. Тому розробку довелося почати заново.
Наступний рік розробки проходив дуже напружено. Команда Bungie Studios працювала цілодобово, по 11 годин щодня. Мережевий код для внутрішнього альфа-тесту багатокористувацької гри закінчили писати в січні 2004 року. Вихід гри мав відбутися на Xbox 360 до кінця 2005 року.
Спочатку Арбітр повинен був називатися «Дервіш», але це ім'я було замінено, щоб не створювати ілюзії, ніби війна людства й Ковенанту  — натяк на протистояння США з арабським світом. Фінал планувався інакшим. Майстер Чіф повинен був урятувати Пророка Милості на Верховному Милосерді, але той вчиняв самогубство. Потім напад брутів розлучив би Кортану з Чіфом, який мав відлетіти на Землю на зорельоті Ковенанту. Згодом відбулася б зустріч Арібітра з Тартарусом, де Винувата Іскра пояснював призначення Гало, проте Тартурус усе одно активував його. Повернувшись на Землю, Майстер Чіф із загоном солдатів пробивався до споруди Предтеч, розкопаної Пророком Істини. Паралельно її досягав Арбітр і Винувата Іскра. Арбітр мусив убити Пророка, а Майстер Чіф активувати споруду, яка обстріляла б у флот Ковенанту на орбіті. Кожен постріл врешті повинен був досягнути 5-и різних Гало, деактивуючи їх. Майстер Чіф лишався битися з Ковенантом, поки Арбітр і Винувата Іскра вирушали в таємне сховище даних Предтеч. Була також ідея для наступних двох різних фіналів за Майстра Чіфа та Арбітра. В першому Майстер Чіф отримував нагороду від ККОН і спостерігав за відльотом Ковенанту з Землі. В другому Арбітр виявляв, що люди є прямими спадкоємцями Предтеч, після чого Винна Іскра забирав його зі сховища. Під кінець Арбітр виголошував промову перед елітами.
Попередні замовлення Halo 2 склали 1,5 млн примірників, що стало рекордом у галузі відеоігор, і ще 2,4 млн купили за перші 24 години продажів.

## Оцінки й відгуки
| Агрегатор    | Оцінка                    |
| ------------ | ------------------------- |
| GameRankings | (Xbox) 95 % (PC) 73 %     |
| Metacritic   | (Xbox) 95/100 (PC) 72/100 |

| Видання                   | Оцінка                                                             |
| ------------------------- | ------------------------------------------------------------------ |
| Edge                      | 9/10                                                               |
| Electronic Gaming Monthly | 10/10/10 Платинова нагорода                                        |
| Game Informer             | 10/10                                                              |
| GameSpot                  | 9.4/10 Вибір редакторів                                            |
| GameSpy                   | 5/5                                                                |
| IGN                       | 9.8/10 Найкраща Xbox-гра всіх часів #2 Топ 25 Xbox-ігор всіх часів |

Halo 2, як і попередня гра, отримала схвалення критиків та гравців. На агрегаторах GameRankings та Metacritic гра зібрала оцінки в 94.57 % та 95 зі 100 відповідно. Halo 2 здобула численні нагороди, серед них «Найкраща гра для консолей» (Best Console game) і «Найкращий звуковий дизайн» (Best Sound Design) від Interactive Achievement Awards. Згідно Xbox.com, гра загалом здобула 38 нагород.
Мультиплеєр було визнано найкращим у Xbox Live на свій час. Game Informer, поряд з іншими виданнями, відзначили його набагато кращим, ніж у Halo: Combat Evolved, відзначаючи численні вдосконалення, зокрема менш повторюваний ігровий процес. Основна маса відгуків сходилися на тому, що Halo 2 продовжила використовувати ту ж формулу, що зробила успішною попередню гру. Висновок журналу «Edge» говорив щодо задуму гри: «Це не новий план. Але він чудово працюватиме.». Чимало оглядячів високо оцінили звукове оформлення.
Сюжетна кампанія багатьма визначалася як коротка,, а її кінець «кліффхангером» — що обривається на найцікавішому місці. GameSpot зауважили, що зміна між героями людства та Ковенанту робить сюжет заплутанішим, відволікає гравця від порятунку Землі й багатьох інших подій гри; в той же час«Edge» позначили сюжет як «спантеличливу суміш науково-фантастичного фанфіка з приголомшливою політикою в стилі «Зоряні війни: Атака клонів».
Версія для Windows отримала змішані відгуки, з оцінками від IGN у 7.5/10, від GameSpot у 7.0/10. Більшість критики припадала на пізній час виходу порту, коли графіка гри вже застаріла. Порт зібрав оцінки в 72.67 % на GameRankings та 72 бали зі 100 на Metacritic.

## Цікаві факти
- NBC у 2008 році поставили Арбітра на 5-е місце в переліку найкращих іншопланетян у відеоіграх[25].
- Обладунки Арбітра та інших елітів не мають забрала на шоломі, що не заважає їм діяти поза атмосферою, наприклад, на зовнішній частині космічної станції.